# Saint-Géry, Lot
Saint-Géry är en kommun i departementet Lot i regionen Occitanien i södra Frankrike. Kommunen ligger i kantonen Saint-Géry som tillhör arrondissementet Cahors. År 2018 hade Saint-Géry 431 invånare.

## Befolkningsutveckling
Antalet invånare i kommunen Saint-Géry
| Referens: INSEE |